# Holocryptis atrifusa
Holocryptis atrifusa är en fjärilsart som beskrevs av George Francis Hampson 1910. Holocryptis atrifusa ingår i släktet Holocryptis och familjen nattflyn. Inga underarter finns listade i Catalogue of Life.